# Księżpol (gromada)
Księżpol – dawna gromada, czyli najmniejsza jednostka podziału terytorialnego Polskiej Rzeczypospolitej Ludowej w latach 1954–1972.
Gromady, z gromadzkimi radami narodowymi (GRN) jako organami władzy najniższego stopnia na wsi, funkcjonowały od reformy reorganizującej administrację wiejską przeprowadzonej jesienią 1954 do momentu ich zniesienia z dniem 1 stycznia 1973, tym samym wypierając organizację gminną w latach 1954–1972.
Gromadę Księżpol z siedzibą GRN w Księżpolu utworzono – jako jedną z 8759 gromad na obszarze Polski – w powiecie biłgorajskim w woj. lubelskim na mocy uchwały nr 6 WRN w Lublinie z dnia 5 października 1954. W skład jednostki weszły obszary dotychczasowych gromad Księżpol, Markowicze i Zynie ze zniesionej gminy Księżpol w tymże powiecie. Dla gromady ustalono 16 członków gromadzkiej rady narodowej.
1 stycznia 1958 do gromady Księżpol włączono wsie Lipowiec Duży i Lipowiec Mały ze zniesionej gromady Smólsko w tymże powiecie.
1 stycznia 1960 do gromady Księżpol włączono obszary zniesionych gromad Korchów i Rakówka w tymże powiecie.
Gromada przetrwała do końca 1972 roku, czyli do kolejnej reformy gminnej. 1 stycznia 1973 w powiecie biłgorajskim reaktywowano gminę Księżpol.